# Arachnura feredayi
Arachnura feredayi — вид павуків родини Павуки-колопряди (Araneidae), інколи звуть павук жовтохвостий.

## Поширення
Вид поширений у Східній Австралії, Тасманії та Новій Зеландії. Зустрічається на окраїнах лісів, у просіках, рідколіссі, садах. 

## Опис
Ці павуки забарвлені у помаранчевий колір, мають на тілі відростки та маскуються під сухе листя. Самиці мають хвіст, схожий на хвіст скорпіона. Самиці завдовжки 16 мм, самці менші від самиць у 10 разів, безхвості.
Укус павука для людини нешкідливий, може викликати лише місцевий, несильний біль.

## Спосіб життя
Самиця постійно сидить посередині ловчої сітки. Відкладає до 50 яєць.